# Gordon Currie (Schauspieler)
Gordon Currie (* 25. September 1965 in Vancouver, British Columbia) ist ein kanadischer Schauspieler.

## Werdegang
Gordon Currie wurde im kanadischen Vancouver geboren. Seine Eltern stammen ursprünglich aus den USA. Seine erste Rolle als Schauspieler bekam er 1987 in einer Episode der Serie 21 Jump Street – Tatort Klassenzimmer. Nachdem Currie einige Jahre lang in der Fernseh- und Filmindustrie seines Geburtslandes schauspielerisch tätig gewesen war, zog er 1991 nach Los Angeles, um seine Karriere voranzutreiben. Dort lebte er zwei Jahre lang in einer Wohngemeinschaft mit Brad Pitt. Eine Zeit lang arbeitete er für McDonald’s und trat wiederholt im Kostüm von Ronald McDonald auf.
Bald darauf schaffte Currie es auch in der Film- und Fernsehlandschaft der USA Fuß zu fassen. Bekannte Fernsehserien, in denen er Gastauftritte hatte, waren Beverly Hills, 90210, Mord ist ihr Hobby, Raven – Die Unsterbliche und First Wave – Die Prophezeiung. Im Jahr 2000 spielte er in der 26-teiligen Science-Fiction-Serie Code Name: Eternity – Gefahr aus dem All eine größere Rolle. Als Filmdarsteller war Currie im Laufe seiner Karriere in Produktionen wie Joel Schumachers Seitensprünge, Freitag der 13. Teil VIII – Todesfalle Manhattan, Überleben! sowie in zwei Puppet-Master-Filmen in diversen Charakterrollen zu sehen. Seit 2009 war er in keinem Film oder Serie mehr zu sehen.

## Filmografie (Auswahl)
- 1987: 21 Jump Street – Tatort Klassenzimmer (21 Jump Street, Fernsehserie, 1 Folge)
- 1988: Danger Bay (Fernsehserie, 2 Folgen)
- 1988: Distant Thunder
- 1989: Bordertown (Fernsehserie, 1 Folge)
- 1989: Seitensprünge (Cousins)
- 1989: Freitag der 13. – Todesfalle Manhattan (Friday the 13th Part VIII: Jason Takes Manhattan)
- 1989: American Eiskrem III (American Cousins)
- 1990: My Blue Heaven
- 1991: Unsichtbare Killer (The Terror Within II)
- 1991: Der Ballerina Killer (The Killing Mind, Fernsehfilm)
- 1991–1996: Beverly Hills, 90210 (Fernsehserie, 4 Folgen)
- 1992: Hat Squad (The Hat Squad, Fernsehserie, 1 Folge)
- 1993: Puppet Master 4 (Direct-to-Video)
- 1993: Mord ist ihr Hobby (Murder, She Wrote, Fernsehserie, 1 Folge)
- 1993: Überleben! (Alive)
- 1993: Dieppe (Fernsehfilm)
- 1994: Puppet Master 5
- 1994: Inspektor Janek und der Broadwaymörder (Janek: The Silent Betrayal, Fernsehfilm)
- 1995: Taking the Falls (Fernsehserie, 1 Folge)
- 1995: Ihr Leben in seinen Händen (Falling for You, Fernsehfilm)
- 1995: Nick Knight – Der Vampircop (Forever Knight, Fernsehserie, 1 Folge)
- 1995: Blood & Donuts
- 1996: Night Talk – Tödliches Liebesgeflüster (Listen)
- 1997: Laserhawk
- 1997: Der Sentinel – Im Auge des Jägers (The Sentinal, Fernsehserie, 1 Folge)
- 1997: Viper (Fernsehserie, 1 Folge)
- 1997: Ripe
- 1998: Voll auf Risiko (Playing to Win: A Moment of Truth Movie, Fernsehfilm)
- 1998: Dog Park
- 1998: Poltergeist – Die unheimliche Macht (Poltergeist: The Legacy, Fernsehserie, 1 Folge)
- 1998: Mercy Point (Fernsehserie, 1 Folge)
- 1998: Raven – Die Unsterbliche (Highlander: The Raven, Fernsehserie, 1 Folge)
- 1998: Outer Limits – Die unbekannte Dimension (The Outer Limits, Fernsehserie, 1 Folge)
- 1998–1999: First Wave – Die Prophezeiung (First Wave, Fernsehserie, 2 Folgen)
- 1999: Die dreizehnte Legende (The Fear: Resurrection)
- 2000: Left Behind
- 2000: Falling Through
- 2000: Code Name: Eternity – Gefahr aus dem All (Code Name: Eternity, Fernsehserie, 26 Folgen)
- 2000: Zweimal im Leben (Twice in a Lifetime, Fernsehserie, 1 Folge)
- 2000: Waydowntown
- 2001: Mutant X (Fernsehserie, 1 Folge)
- 2001: Haven (Fernsehfilm)
- 2001: Leap Years (Fernsehserie, 2 Folgen)
- 2002: Mission Erde – Sie sind unter uns (Earth: Final Conflict, Fernsehserie, 1 Folge)
- 2002: The Chris Isaak Show (Fernsehserie, 1 Folge)
- 2002: Blocked
- 2002: Der Kreis (The Circle)
- 2002: Fairytales and Pornography
- 2002: X-Factor: Das Unfassbare (Beyond Belief: Fact or Fiction, Fernsehserie, 1 Folge)
- 2002: Left Behind II: Tribulation Force
- 2002–2004: Blue Murder (Fernsehserie,  2 Folgen)
- 2003: The Happy Couple
- 2003: The Pedestrian
- 2003: Street Time (Fernsehserie 1 Folge)
- 2003: Verbrechen aus Leidenschaft (A Crime of Passion, Fernsehfilm)
- 2004: Doc (Fernsehserie, 1 Folge)
- 2004: Deadly Visions (Fernsehfilm)
- 2004: Highwaymen
- 2005: Finale – Die Welt im Krieg (Left Behind: World at War)
- 2005: Missing – Verzweifelt gesucht (Missing, Fernsehserie, 1 Folge)
- 2005: The Dark Hours
- 2006: The Sentinel – Wem kannst du trauen? (The Sentinel)
- 2006: The Woods
- 2008: This Is Not a Test
- 2009: The Death of Alice Blue